# 精神胜利法
精神胜利法，也稱为阿Q精神，是鲁迅所著的《阿Q正传》所批判的一个自我安慰法，也有贬义之意。精神胜利法其实是在讽刺人在精神上的麻醉，在近代的很多时期都有人使用精神胜利法。精神胜利法是广义的，即人人都有可能使用精神胜利法。甚至可以用來自我安慰、忽視他人的不滿。

## 關於
精神胜利法出自鲁迅所著的《阿Q正傳》，文中的阿Q经常需要使用精神胜利法逻辑来控制自己。

## 原文
- 阿Q在形式上打敗了，被人揪住黃辮子，在壁上碰了四五個響頭，閒人這纔心滿意足的得勝的走了，阿Q站了一刻，心裏想，“我總算被兒子打了，現在的世界真不像樣……”於是也心滿意足的得勝的走了。……但雖然是蟲豸，閒人也並不放，仍舊在就近什麼地方給他碰了五六個響頭，這纔心滿意足的得勝的走了，他以為阿Q這回可遭了瘟。然而不到十秒鐘，阿Q也心滿意足的得勝的走了，他覺得他是第一個能夠自輕自賤的人，除了“自輕自賤”不算外，餘下的就是“第一個”。狀元不也是“第一個”麽？“你算是什麼東西”呢！？（第二章）
- 他付過地保二百文酒錢，憤憤的躺下了，後來想：“現在的世界太不成話，兒子打老子……”於是忽而想到趙太爺的威風，而現在是他的兒子了，便自己也漸漸的得意起來，爬起身，唱著《小孤孀上墳》到酒店去。這時候，他又覺得趙太爺高人一等了。（第三章）